# 関西法律学校

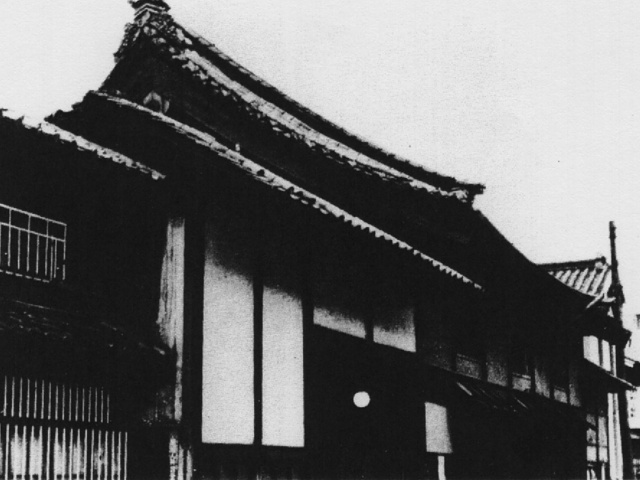
願宗寺仮校舎（1936年撮影）

関西法律学校（かんさいほうりつがっこう）は、1886年（明治19年）12月に大阪に設立された私立法律学校で、現在の関西大学の前身である。
この項目では当校の後身である専門学校令準拠の「関西大学」に関する記述も含む。

## 沿革

### 設立とその背景

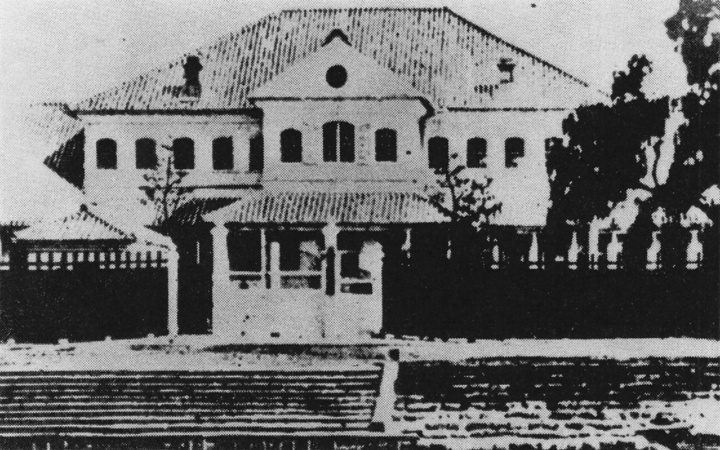
大阪控訴院

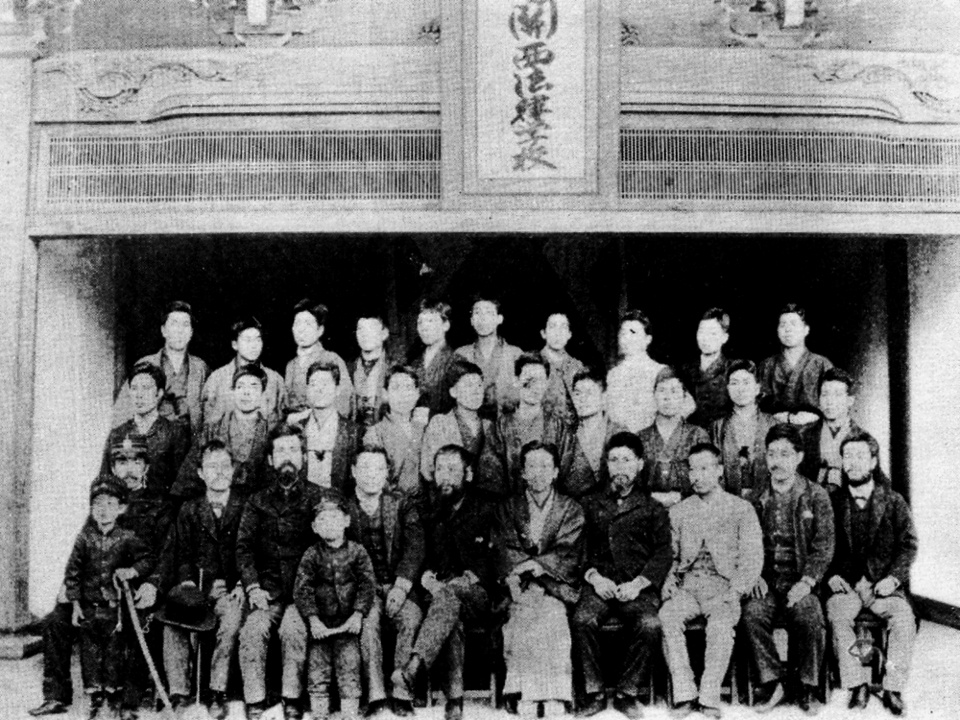
関西法律学校第3回卒業記念写真（1891年、興正寺書院玄関前。前列左から有田徳一、2人はさんで井上操、水上長次郎、砂川雄峻、鶴見守義、手塚太郎）

1886年（明治19年）、前年の1885年に起こった大阪事件の公判のため大阪控訴院に臨時重罪裁判所が開設され、井上操判事・堀田正忠・小倉久両検事が赴任したことが契機となり、当時東京のみに存在していた五大法律学校などの特別認可学校を関西にも設けようとする動きが起こった。
そして、旧明治義塾監事で自由民権運動家の吉田一士が主唱者となり判事の志方鍛・鶴見守義および検事の手塚太郎、元検事の野村しん吉ら大阪始審裁判所の司法官が協議に加わり、大阪控訴院長の児島惟謙の賛同を得て1886年（明治19年）11月4日に関西法律学校が大阪・京町堀の願宗寺を仮校舎として開校された。しかし、現職の司法官たちの出講に対する司法省の許可が開校日までに届かなかったため、最初の講義は校主の吉田一士が行った。
その後、翌12月に司法省から司法官の出講許可を受け、修業年限3年、夕方4時半始業の夜学校として正式にスタートした。
当校はフランス法を日本語でもって教授する、いわゆる仏法系の法律学校であり、創立者だけでなく講師の大半はボアソナードの薫陶を受けた司法省法学校出身の大阪控訴院・始審裁判所在勤の司法官であった。

### 設立当初の運営難
設立当初の関西法律学校は運営資金が十分ではなく独自の校舎も持たない状態であった。その上、1888年（明治21年）10月、卒業者に高等文官試験の受験資格と普通文官への無試験任用を認める特別認可学校の申請を行ったもののこれが失敗したため、同じ仏法系の和仏法律学校など東京府下の特別認可学校に移る生徒が相次いだ。しかし1893年12月には関西唯一の司法省指定学校としての認可を獲得し、学校の目的を改めて日本法を中心に各学科目を講述するものとするなど、ようやく学校運営は軌道に乗り始めた。

### 学校組織の整備と総合大学への志向
1901年（明治34年）、当校は「私立関西法律学校」と改称し、ついで（旧制）専門学校としての認可を受けた1904年には従来の法律学科に加えて経済学科を新設した。このことは当校が法律学校から脱却する出発点となり、以降、総合大学への発展をめざす動きが本格化した。翌1905年1月には「私立関西大学」に改称して予科・専門科を設置するとともに、各科に法律学科・経済学科を置き、さらに翌1906年にはこの2学科に加えて商業学科を新設した。これらの3学科は現在の関西大学法学部・経済学部・商学部の前身となっている。以上の動きと並行して経営母体も1900年には社団法人格を獲得して1905年の改称に際しては社団法人に改組され、ついで1920年（大正9年）には財団法人関西大学に改組されるなど学校財政の基盤整備がすすんだ。

### 旧制大学への昇格
しかし大正初めの時点の「関西大学」は「大学」を称していたものの、制度上は専門学校令に準拠する専門学校にすぎず、官立の帝国大学より格下の高等教育機関とみなされていた。ところが1918年（大正7年）12月に大学令が公布され私立大学設立の道が開かれると、関西大学でも大学昇格に向けての運動が本格化した。この際、最大の難関とされた60万円の供託金調達についても分割納付が認められたこと、さらに山岡順太郎をはじめとする関西経済界の有力者からの支援が得られたこともあって、関西大学は1922年には大学令による設立認可を受けて法学部・商学部の2学部および予科・専門部を設置する制度上の（旧制）大学へと昇格し、これが現在の（新制）関西大学の直接の前身となった。

### 年表

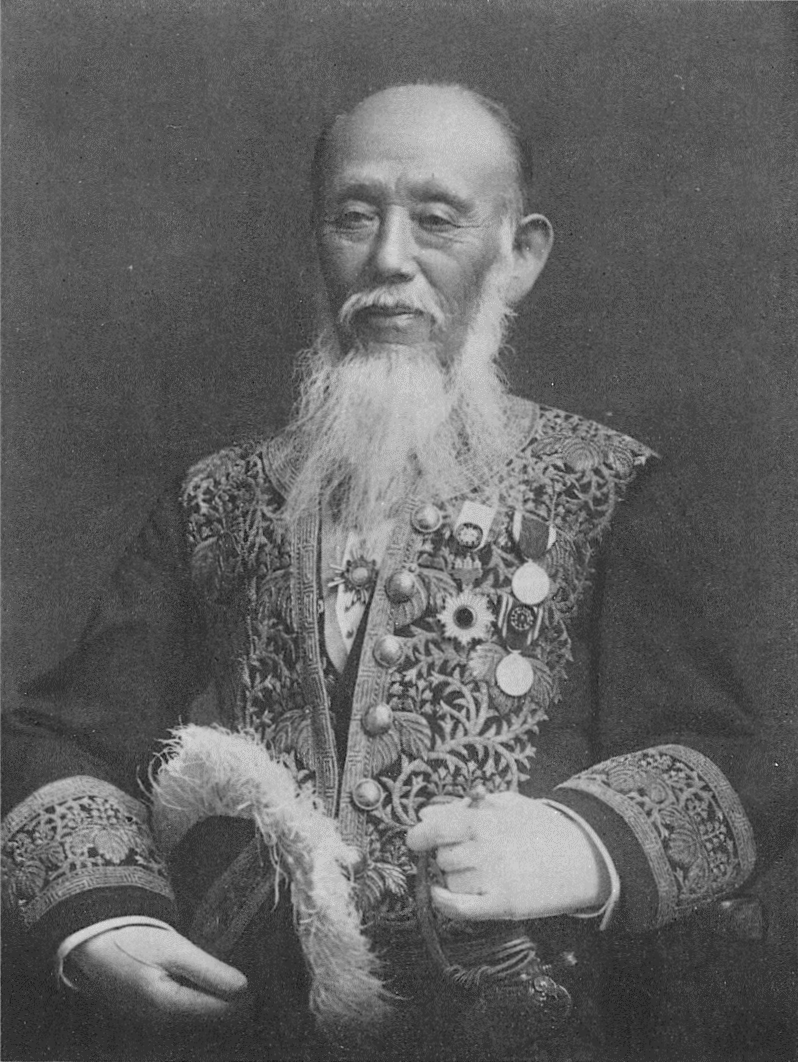
児島惟謙（大阪控訴院長時代に名誉校員として関西法律学校創立に関わった）

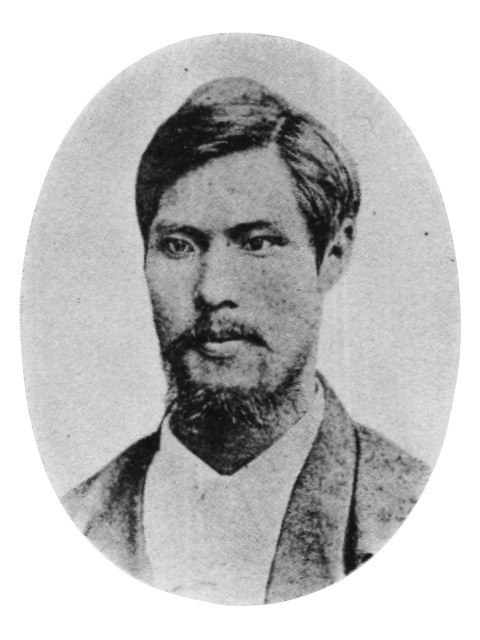
吉田一士（近年の研究では関西法律学校創立に際して最も中心的役割を担ったとされる）

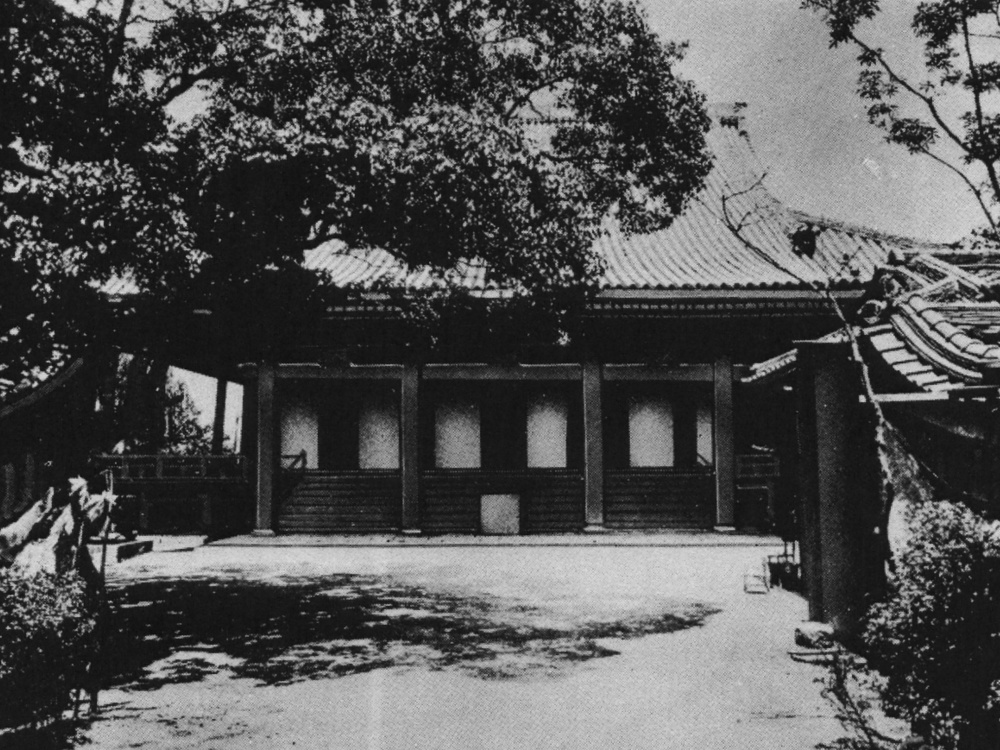
河内町興正寺本堂

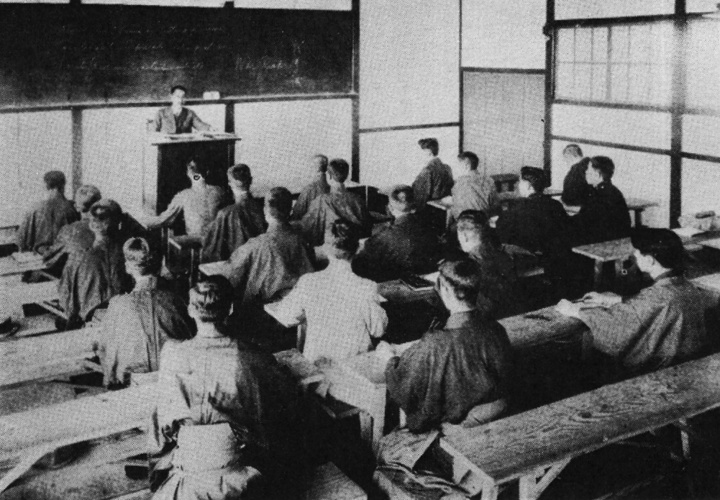
福島学舎での講義

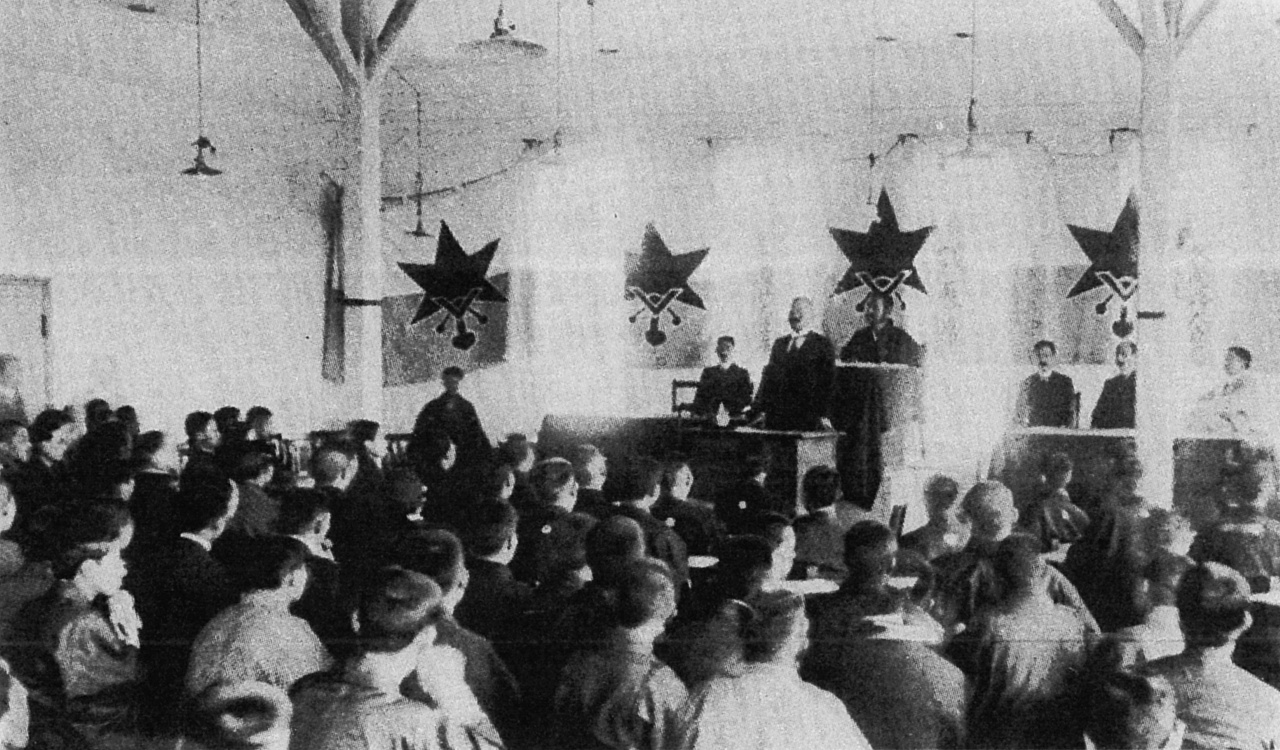
第1回関西大学擬国会
（1915年）

- 1883年（明治16年）1月 - 児島惟謙、大阪控訴院長となる。
- 1884年（明治17年）7月 - 志方鍛、大阪始審裁判所判事補となる。
- 1885年（明治18年）12月 - 吉田一士（旧明治義塾監事）、大阪に活動拠点を移す。
- 1886年（明治19年）
  - 1月 - 鶴見守義、大阪始審裁判所判事補となる。
  - 5月 - 堀田正忠、大阪控訴院検事となる。
  - 7月 - 小倉久と井上操、大阪控訴院に赴任。大島貞敏と手塚太郎、大阪始審裁判所に赴任。
  - 10月 - 関西法律学校規則を発表。
  - 11月 - 関西法律学校が西区京町堀の願宗寺を仮校舎として開校[8]（初代校主・吉田一士、初代校長・小倉久）。
  - 12月 - 東区（現：中央区）淡路町の予章館へ校舎を移転。
- 1887年（明治20年）
  - 4月 - 北区河内町の興正寺へ校舎を移転。
  - 12月 - 関西法律学校講義録を発行。
- 1889年（明治22年）4月 - 司法省顧問ボアソナードが来校。
- 1893年（明治26年）12月 - 司法省指定学校として認可される。
- 1895年（明治28年）7月 - 教務評議員会を設置。
- 1898年（明治31年）11月 - 高等研究部を設置。
- 1901年（明治34年）7月 - 定款を変更し、私立関西法律学校と改称。
- 1902年（明治35年）5月 - 徴兵猶予を認定される。
- 1903年（明治36年）12月 - 大阪市西区に江戸堀学舎を新設。
- 1904年（明治37年）
  - 1月 - 専門学校令による専門学校となる。
  - 8月 - 経済学科を増設。
- 1905年（明治38年）1月 - 社団法人に改組し、「私立関西大学」と改称。大学科、大学予科および専門科を設置。各科に法律学科、経済学科を置く。
- 1906年（明治39年）
  - 6月 - 江戸堀学舎を売却。
  - 8月 - 天王寺公園内の美術館跡[9]を仮校舎とする。
  - 9月 - 大学科、専門科に商業学科を増設。
  - 12月 - 北区上福島に移転。
- 1907年（明治40年）8月 - 学則改正によって大学部（法律科・経済科・商学科）と専門部に分かつ。大学部のなかに大学科と予科ができる[10]。
- 1911年（明治44年）4月 - 専門部に高等商業予科を新設し、従来の商業学科も高等商業学科と改称。
- 1912年（明治45年/大正元年）11月 - 福島学舎の増築落成式を挙行。
- 1913年（大正2年）4月 - 関西甲種商業学校（関西大学第一中学校・高等学校の前身）が開校。
- 1914年（大正3年）
  - 7月 - 図書館竣工。
  - 10月 - 母校改革運動起こる。
- 1915年（大正4年）12月 - 初の留学生2名をアメリカに派遣。
- 1917年（大正6年）4月 - 専門部を専門部・専門部予科に分つ。専門部予科に法律・経済・高等商業の各予科を設置[10]。
- 1918年（大正7年）4月 - 予科の修業年限を2年に延長する。
- 1920年（大正9年）3月 - 財団法人に改組し、関西大学と改称。
- 1921年（大正10年）
  - 5月 - 三笠山血盟事件起こる[11]。
  - 9月 - 関西大学拡張後援会を結成（会長・山岡順太郎）。
- 1922年（大正11年）
  - 4月 - 大学部と大学予科が千里山へ移転。
  - 6月 - 大学令による（旧制）大学となる。

## 歴代校長・学長
関西法律学校・関西大学（専門学校令準拠期）の校長・学長は予備役軍人であった第3代を除き、第9代まではすべて大阪在任の司法官によって占められた。なお後述の通り、現在の関西大学では、初代の関西法律学校校長である小倉久を、大学への改組以降の時代も含めて通算の「初代」校長・学長としている（ただし関西大学への改称をまたぐ加太邦憲校長・学長の時代は改称の時期を画期に第5代・第6代と分けられている）。

### 関西法律学校校長
| 代 | 校長 | 校長       | 在任時期               | 備考                                 |
| -- | ---- | ---------- | ---------------------- | ------------------------------------ |
| 1  |      | 小倉久     | 1886年11月 - 1889年5月 | 大阪控訴院検事と兼任し、のち弁護士。 |
| 2  |      | 水上長次郎 | 1889年5月 - 1890年5月  | 校長代理。大阪始審裁判所判事と兼任。 |
| 3  |      | 有田徳一   | 1890年5月 - 1896年2月  | 陸軍予備役軍人（工兵大尉）。         |
| 4  |      | 一瀬勇三郎 | 1896年4月 - 1898年6月  | 大阪地方裁判所検事正と兼任。         |
| 5  |      | 加太邦憲   | 1898年9月 - 1904年12月 | 大阪控訴院長と兼任。                 |

### 関西大学学長（専門学校令準拠期）
以下、専門学校令に準拠した1922年6月までの任期に限定する。
| 代 | 学長 | 学長       | 在任時期               | 備考                                                                            |
| -- | ---- | ---------- | ---------------------- | ------------------------------------------------------------------------------- |
| 6  |      | 加太邦憲   | 1905年1月 - 11月       | 関西大学学長としては初代。                                                      |
| 7  |      | 河村善益   | 1905年11月 - 1906年7月 | 大阪地方裁判所長と兼任。初代の3評議員の一人で1901年以降は学監として学長を補佐。 |
| 8  |      | 古荘一雄   | 1906年7月 - 1913年5月  | 大阪控訴院長と兼任。                                                            |
| 9  |      | 斎藤十一郎 | 1913年7月 - 1917年12月 | 大阪控訴院部長→院長と兼任。在任中死去。                                         |
| 10 |      | 織田萬     | 1917年12月 - 1922年5月 | 京都帝国大学法科大学教授と兼任。司法官でない法学者としては始めての学長。        |
| 11 |      | 山岡順太郎 | 1922年5月 -            | 大阪商工会議所会頭。本学の総理事を兼任。大学昇格後の1925年3月まで在任。         |

## 校地の変遷と継承

### 設立から江戸堀学舎時代まで

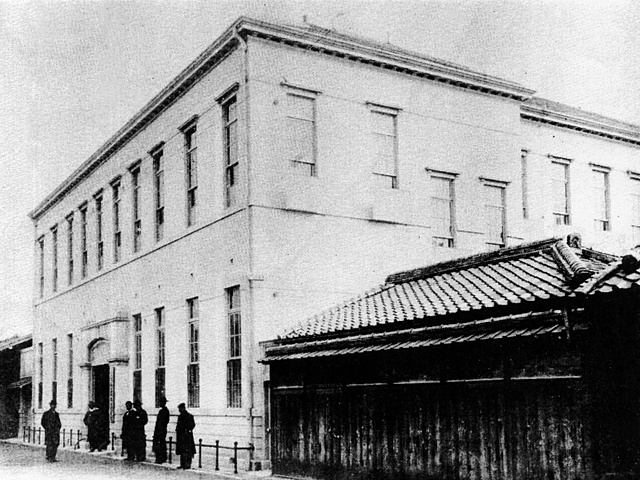
江戸堀学舎

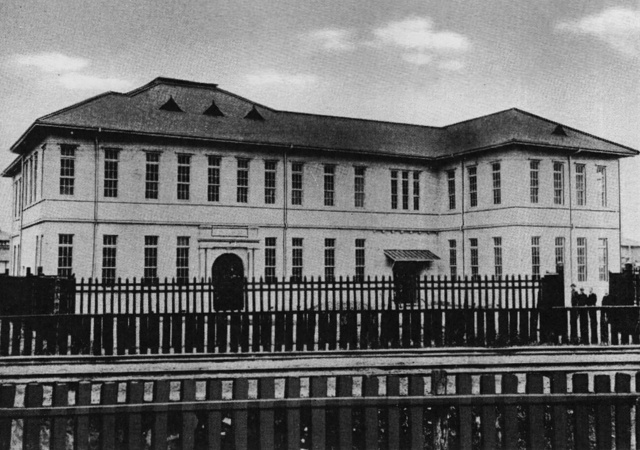
福島学舎

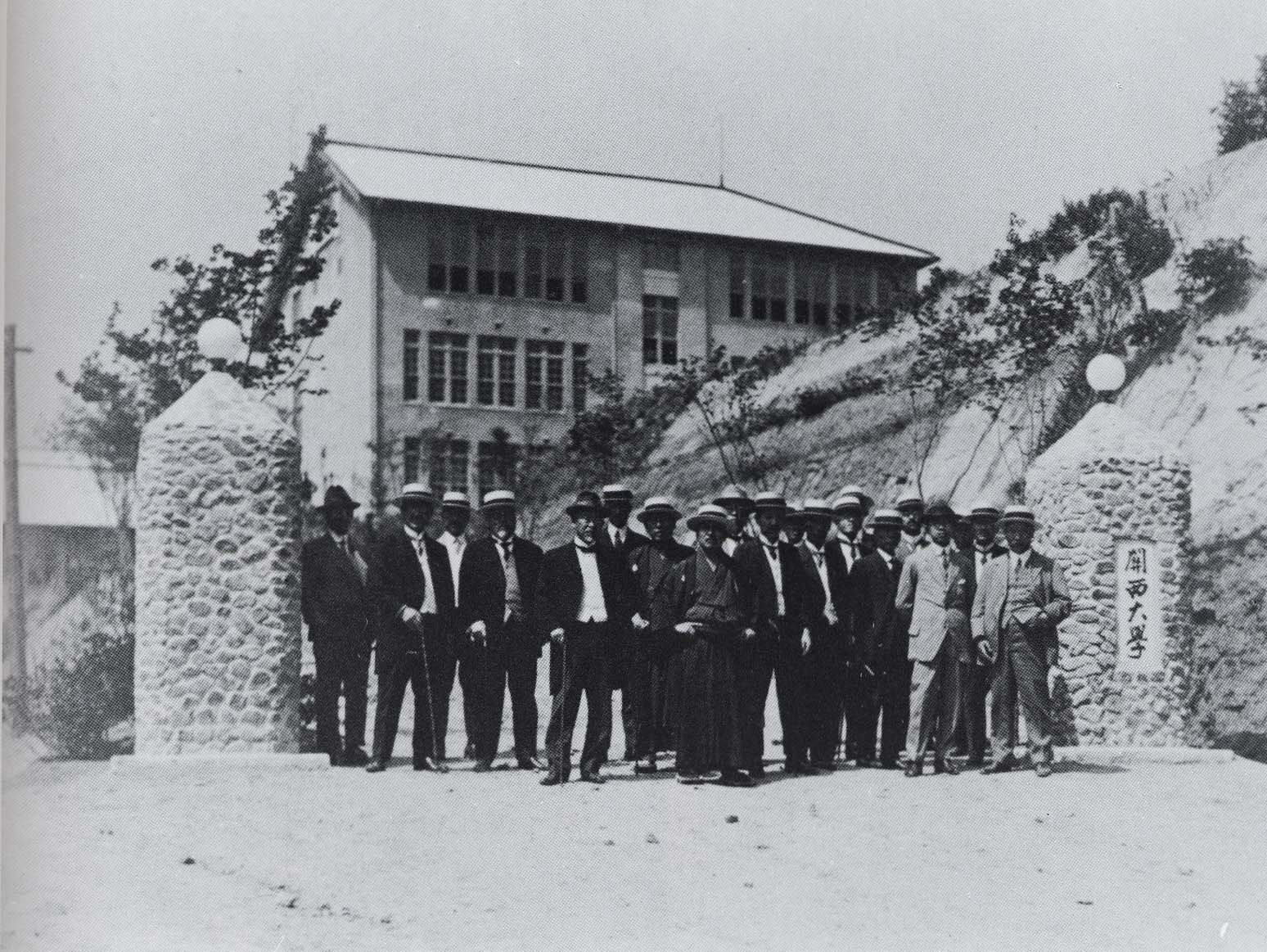
大正12年竣工当時の千里山学舎正門

1886年（明治19年）11月の開校の時点で、関西法律学校は大阪西区（現在の大阪市西区）京町堀上通3丁目36番地の願宗寺を仮校舎（京町堀校舎）としており、翌12月に 東区（現：中央区）淡路町の予章館へ校舎を移転した。翌年の1887年 には多くの入学者を収容しきれなくなり北区河内町（現：天満四丁目）の興正寺別院に再移転するなど仮住まいの校地・校舎は移転を重ねたが、1903年11月になって大阪市西区江戸堀に木造2階建128坪（422㎡）、敷地164坪（541㎡）の江戸堀校舎が竣工し、当校は初めて自前の校舎を持つことになった。しかし3年後の1906年には大阪市電敷設のため、校地を大阪市に売却して北区上福島に移転した（福島学舎）。

### 福島学舎から千里山学舎へ
福島学舎は1,071坪（3,534㎡）に及ぶ敷地で、江戸堀の校舎がそのまま移築されたが、校地の近くを東海道本線が通っていたため、騒音によって授業が妨げられることもあった。また校舎は学生の増加によってすぐに手狭となったため、1912年（明治45年）4月には教室および図書館、学生休憩室、道場を含む第2号学舎の増築工事が開始され、同年（大正元年）8月に完成した。ついで1914年3月には、大阪区裁判所の土蔵を買収・改築して新しい図書館が建設された。その後、大学令公布に伴う大学昇格運動のなかで、関西大学（専門学校令準拠）は1920年（大正9年）4月に新学舎建設用地として府下三島郡千里村千里山（現在の吹田市千里山）の土地を購入し、1922年4月、この地に大学昇格を目前にして千里山学舎が竣工して大学部・大学予科が移転した。また同月、最寄り駅として北大阪電気鉄道（現在の阪急電鉄千里線）「大学前」駅が開業した。

### その後
千里山学舎は旧制大学昇格後の1927年（昭和2年）に新しい大学本館が竣工するなど整備が進み、新制移行後も関西大学千里山キャンパスとして継承され、現在に至っている。
千里山学舎への移転後も福島学舎はしばらくの間、専門部・関西甲種商業学校・第二商業学校の校地として使用されたが、1927年になって東海道本線の拡幅工事によって収用されたため、代替の校地として同年2月に東淀川区北長柄町の市有地2,200坪を購入し、1929年9月に新学舎を竣工して天六学舎として整備し、福島から校舎を移転した。
廃止された校舎・学舎の跡地のうち、京町堀校舎では1974年に大阪市により跡地近くに「関西法律学校発祥の地」の碑（石柱）と案内板が建立され、その後2016年9月に創立130年記念事業として関西大学による「関西法律学校発祥の地顕彰碑」が近隣の花乃井公園（大阪市西区京町堀2-11）に新たに建立された。旧福島学舎の跡地にも2010年12月に関西大学により「関西大学福島学舎記念碑」が建立されている。また、かつての河内町学舎であった興正寺別院はその後、1945年（昭和20年）の大阪大空襲による戦災で焼失した。

## 関連文献

### 単行書
- 関西大学  『関西大学創立五十年史』 1936年
- 関西大学創立七十年史編集委員会 『関西大学七十年史』 関西大学、1956年
- 関西大学百年史編纂委員会 『関西大学百年史』 全5巻、学校法人関西大学、1986-1994年
- 関西大学年史編纂委員会 『関西大学百二十年史』 関西大学、2007年

### 事典項目
- 寺崎昌男 「関西法律学校」 『日本近現代教育史事典』 平凡社、1971年
- 久原甫 「関西大学」 『国史大辞典』 第3巻、吉川弘文館、1983年
- 吉井蒼生夫 「関西法律学校」、海老原治善 「関西大学」 『日本史大事典』 第2巻、平凡社、1993年